# Quinn Mallory
Quinn Mallory es un personaje de ficción de la serie de televisión de ciencia ficción Sliders interpretado por el actor estadounidense Jerry O'Connell hasta la cuarta temporada y por Robert Floyd a partir de la quinta y última.

## Biografía ficticia
Quinn Mallory nació en un universo paralelo al nuestro designado como Krommagg Prime, universo de origen de los Krommagg donde estalló una guerra mundial entre Krommagg y humanos u Homo sapiens. Sus padres biológicos entonces lo separaron a él y a su hermano Colin llevándolos a universos paralelos diferentes cada uno y dejándolos con familias distintas con la intención de regresar con ellos en caso de ganar la guerra contra los Krommagg y así asegurarse de que estarían vivos en caso de que los Krommaggs ganaran. Sin embargo, los padres adoptivos de Quinn lo ocultaron cuando sus padres biológicos llegaron por él así que Quinn creció como un niño normal de nuestro mundo viviendo en San Francisco, California. Su padre murió atropellado por un automóvil cuando él aun era un niño. 
Quinn mostró siempre una amplia capacidad intelectual de superdotado, siendo adelantado varios años en la primaria y la secundaria, razón por la cual era más joven y pequeño que sus compañeros y sufrió abusos por parte de los "bullys" hasta el punto de golpear a uno con un bate de béisbol y dejarlo cojeando de por vida. 
Posteriormente Quinn ingresó a la Universidad de California a cursar estudios superiores en física cuántica con énfasis en teoría de las cuerdas, teniendo una tensa relación con su profesor Maximillian Arturo, a quien admiraba pero con quien difería mucho, al tiempo que trabajaba como dependiente en un supermercado al lado de su amiga Wade Wells. Mientras intentaba crear un dispositivo anti-gravitacional accidentalmente creó un dispositivo de viaje interdimensional, con el que visitó un mundo paralelo. Luego conoció a un doble suyo de otra dimensión quien le ayudó a terminar la ecuación necesaria para controlarla. Tras lo cual él, al lado de su profesor Maximillian Arturo y su amiga y compañera de trabajo Wade Wells, realizó un viaje experimental provocando un torbellino que accidentalmente atrapó también al cantante Rembrandt Browm. Tras este viaje y por escapar de un torbellino de hielo en un mundo paralelo apocalíptico, se perdieron entre dimensiones. 
A lo largo de la serie Quinn entablaría una relación casi paternal con Arturo así como se besaría y tendría acercamientos románticos con Wade. Su relación con Rembrandt fue tensa al principio pues este, al no ser viajero voluntario, culpó a Quinn al principio pero luego se hicieron amigos. Finalmente Quinn descubrió la verdad sobre su origen en el capítulo “Génesis” cuando se reencontró con su madre adoptiva en un campo de prisioneros Krommagg, Tras lo cual encontró a su hermano perdido Colin (interpretado por el actor Charlie O’Connell, hermano de Jerry O’Connell en la vida real). Después de la salida del personaje de Wade la serie, la nueva pareja de Quinn, casualmente, fue Maggie Beckett, el personaje femenino que sustituyó a Wade, con quien incluso estuvo casado en un “universo burbuja” creado por la mente de los personajes. 
Al final de la cuarta temporada, y ante la salida del actor Jerry O’Connell de la serie, el científico Oberon Geiger que experimentaba fusionando gente de diferentes dimensiones, fusionó a Quinn con un hermano suyo de otra dimensión denominado solo como Mallory, lo que explicaba su cambio de aspecto. A partir de entonces el personaje de “Mallory” lo interpretó Robert Floyd